# Texas Flood
Texas Flood (с англ. — «Техасское наводнение») — дебютный студийный альбом американского блюз-рок-музыканта Стиви Рэй Вона и его группы Double Trouble (Крис Лейтон+), выпущенный 13 июня 1983 года на лейбле Epic Records. Альбом был назван в честь кавер-версии песни «Texas Flood», которая была впервые записана блюзовым певцом Ларри Дэвисом в 1958 году. Альбом Texas Flood был спродюсирован группой и инженером звукозаписи Ричардом Малленом и записан в течение трёх дней в личной студии Джексона Брауна в Лос-Анджелесе. Воган написал шесть из десяти треков альбома.
С альбома были выпущены два сингла, «Love Struck Baby» и «Pride and Joy». На песню «Love Struck Baby» был снят клип, который регулярно крутили на MTV в 1983 году. Texas Flood был переиздан в 1999 году с пятью бонус-треками, включая фрагмент интервью, студийный ауттейк и три концертных трека, записанных 23 сентября 1983 года в The Palace в Голливуде, Калифорния. В 2013 году альбом был переиздан еще раз, на двух дисках в честь 30-летия альбома. Диск 1 — оригинальный альбом с одним бонус-треком «Tin Pan Alley». Диск 2 — это отрывки из ранее не издававшегося концерта, записанного в Ripley’s Music Hall в Филадельфии, штат Пенсильвания, 20 октября 1983 года, первоначально записанные для радиопрограммы King Biscuit Flower Hour.
Texas Flood получил положительные отзывы: критики хвалили глубокое блюзовое звучание и авторские песни Вона, а некоторые критиковали альбом за то, что он слишком далеко отошел от мейнстримового рока. Ретроспективный обзор AllMusic дал альбому пять звезд из пяти.

## История
Вон и Double Trouble выступили на джазовом фестивале в Монтрё в июле 1982 года и привлекли внимание музыканта Джексона Брауна. Он предложил группе три дня бесплатно пользоваться его студией звукозаписи в Лос-Анджелесе. Они приняли предложение и записали демо во время выходных Дня благодарения в конце ноября:74. Его услышал продюсер Джон Генри Хаммонд, который открыл таких исполнителей, как Арета Франклин, Боб Дилан, Брюс Спрингстин и многих других:7. Он представил демо Грегу Геллеру, главе A&R Epic Records, и заключил контракт на запись:78:295.

## Отзывы
| Оценки критиков                       | Оценки критиков |
| Источник                              | Оценка          |
| ------------------------------------- | --------------- |
| AllMusic                              | [ 4 ]           |
| Encyclopedia of Popular Music         | [ 5 ]           |
| Entertainment Weekly                  | B+              |
| The Great Rock Discography            | 6/10            |
| MusicHound Blues                      | 3.5/5           |
| Rolling Stone                         | [ 9 ]           |
| The Rolling Stone Album Guide         | [ 10 ]          |
| The Village Voice                     | B               |
| Classic Rock                          | [ 12 ]          |
| The Penguin Guide to Blues Recordings | [ 13 ]          |

Texas Flood получил положительные отзывы музыкальных критиков.
В ретроспективной пятизвёздочной рецензии Стивена Томаса Эрлевайна на AllMusic альбом был назван «монументальным влиянием» и заявил, что он «вызвал оживление блюза». Несмотря на множество положительных отзывов, альбом получил и несколько негативных: Rolling Stone критиковал Вона за отсутствие оригинальности и утверждал, что он не обладает самобытным стилем.
Texas Monthly дал альбому положительную рецензию, назвав Вона «самым захватывающим гитаристом из Техаса со времён Джонни Винтера». В менее восторженной рецензии для The Village Voice Роберт Кристгау счёл, что альбому не хватает «динамики и формы песен», которые, по его мнению, являются сутью рок-н-ролла. Именно отсутствие этих характеристик, по его словам, стало причиной того, что его внимание рассеялось «после стартовых оригиналов „Love Struck Baby“ и „Pride and Joy“». Сразу после выхода альбом занял 38-ю строчку в чарте Billboard 200. Он стал платиновым в Канаде и дважды платиновым в Соединённых Штатах, с продажами более 2 000 000 экземпляров.
Альбом был выпущен 13 июня 1983 года, с альбома были выпущены два сингла — «Pride and Joy» и «Love Struck Baby». Песня «Pride and Joy» заняла 20-е место в чарте Mainstream Rock Tracks. Песня «Texas Flood» была номинирована на премию Грэмми в категории «Лучшее традиционное блюзовое исполнение», а «Rude Mood» — в категории «Лучшее инструментальное рок-исполнение».
21 декабря 2020 года было объявлено, что в 2021 году альбом будет введён в Зал славы Грэмми в знак признания его исторического значения.

## Список композиций

### Оригинальный релиз
Слова и музыка всех песен — Стиви Рэй Вон, кроме указанных.
| №  | Название           | Автор(ы)                                            | Длительность |
| -- | ------------------ | --------------------------------------------------- | ------------ |
| 1. | «Love Struck Baby» |                                                     | 2:19         |
| 2. | «Pride and Joy»    |                                                     | 3:39         |
| 3. | «Texas Flood»      | Ларри Дэвис, Joseph Wade Scott                      | 5:21         |
| 4. | «Tell Me»          | Хаулин Вулф                                         | 2:48         |
| 5. | «Testify»          | Рональд Айзли, О’Келли Айзли-младший, Рудольф Айзли | 3:20         |

| №  | Название                 | Автор(ы)                | Длительность |
| -- | ------------------------ | ----------------------- | ------------ |
| 1. | «Rude Mood»              |                         | 4:36         |
| 2. | «Mary Had a Little Lamb» | Бадди Гай               | 2:46         |
| 3. | «Dirty Pool»             | Doyle Bramhall, Vaughan | 4:58         |
| 4. | «I'm Cryin · »           |                         | 3:41         |
| 5. | «Lenny»                  |                         | 5:00         |

Примечание: Многие релизы альбома ошибочно приписывают авторство песни «Testify» участникам Parliament, которые написали не связанную с ней одноимённую песню.

## Чарты
| Чарт (1983—1985)                        | Высшая позиция |
| --------------------------------------- | -------------- |
| Австралия (Kent Music Report)           | 46             |
| Канада (RPM Top Albums/CDs)             | 15             |
| Финляндия (The Official Finnish Charts) | 22             |
| Новая Зеландия (RMNZ)                   | 16             |
| США (Billboard 200)                     | 38             |

## Сертификации
| Регион | Сертификация  | Продажи    |
| --- | ------------- | ---------- |
| Канада (Music Canada) | Платиновый    | 100 000^   |
| Франция (SNEP) | Золотой       | 100 000*   |
| Новая Зеландия (RMNZ) | Золотой       | 7500^      |
| Великобритания (BPI) · 1999 release | Золотой       | 100 000    |
| США (RIAA) | 2× Платиновый | 2 000 000^ |
| * Данные о продажах приведены только на основе сертификации. · ^ Данные о тиражах приведены только на основе сертификации. · Данные о продажах + прослушиваниях приведены только на основе сертификации. |               |            |